# Detlev Carl von Einsiedel

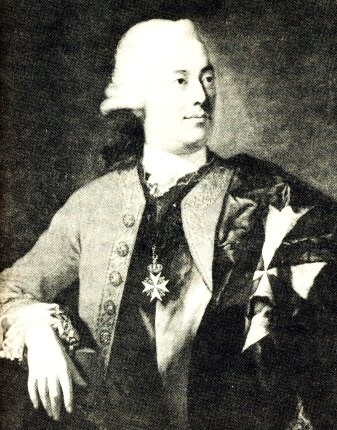
Detlev Carl Graf von Einsiedel, Porträt von Anton Graff

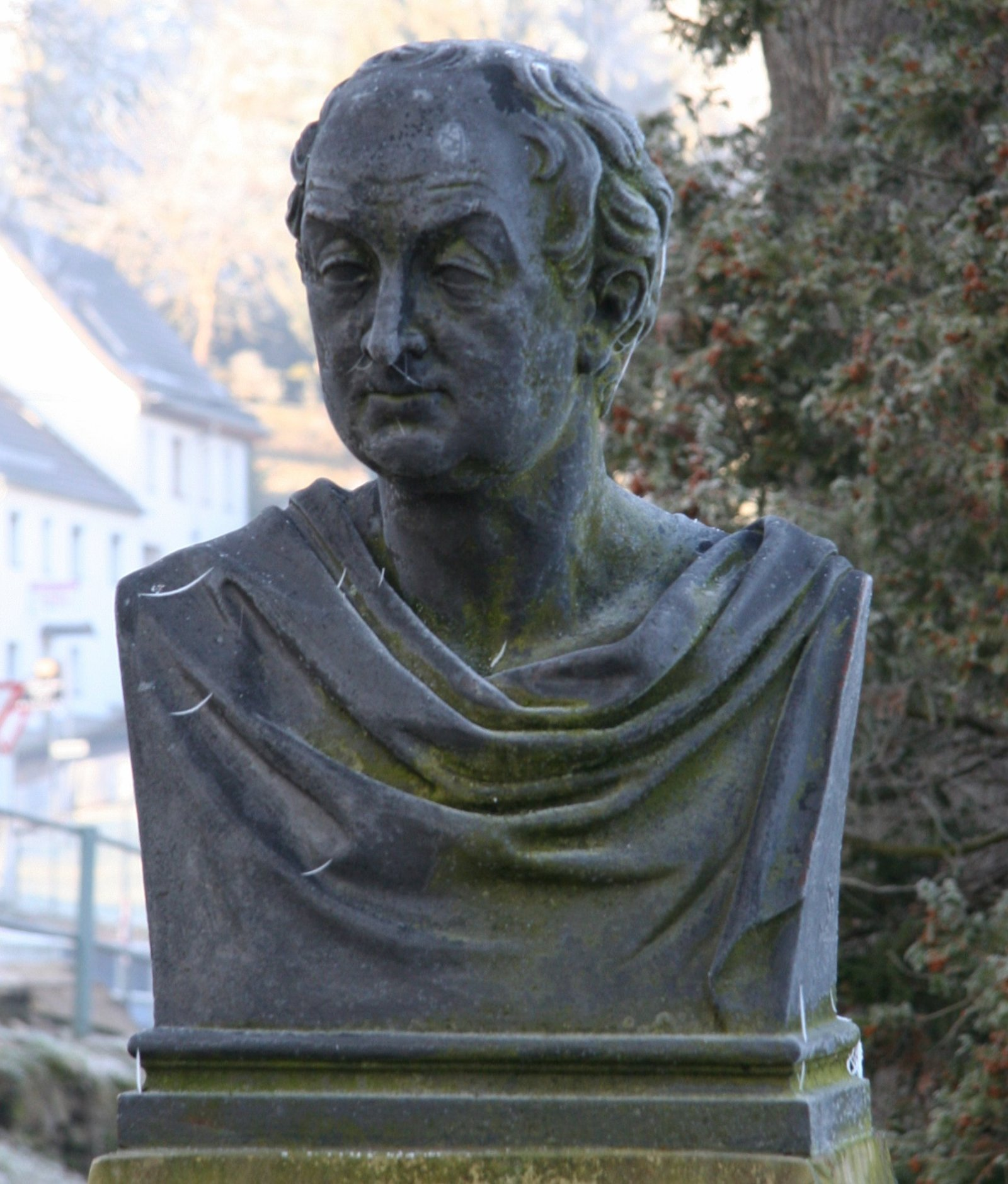
Büste des Detlev Carl von Einsiedel

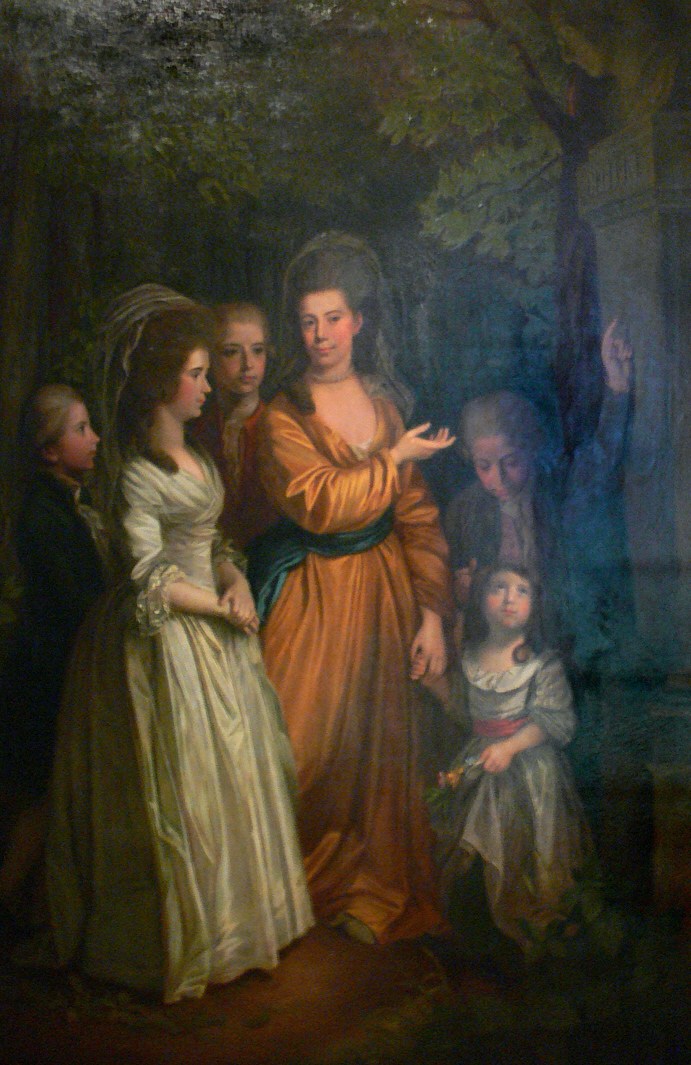
Die Ehefrau Sidonie Albertine mit fünf Kindern

Detlev Carl Graf von Einsiedel (* 27. August 1737 in Dresden; † 17. Dezember 1810 in Mückenberg) war ein sächsischer Konferenzminister und Unternehmensgründer.

## Unternehmensgründer
Detlev Carl entstammte dem sächsischen Adelsgeschlecht Einsiedel. In der Zeit von 1764 bis 1775 war er Kreishauptmann des Leipziger Kreises. 1779 kaufte er die Gröditzer Mühle und ersetzte diese mit einer neuen Unternehmung: „Eisen- und Zähnhammer mit einem Frischfeuer“. Diese Stabhütte (Zähn entsprach Stab, Draht) gehörte fortan zu den Zweigwerken des 1725 durch Einsiedels Patin Benedicta Margaretha von Löwendal gegründeten Stammunternehmens Lauchhammer und gilt als die Gründung des Stahlwerkes in Gröditz. Gröditz (bei Riesa) entwickelte sich dadurch zu einem Standort der deutschen Eisen- und Stahlindustrie.
In den Jahren 1760 bis 1810 erfolgten durch ihn wesentliche bauliche Veränderungen am Schloss Wolkenburg. In dieser Zeit wurde der Schlosspark im englischen Stil neu angelegt und mehrere in Lauchhammer gefertigte Eisenkunstgussplastiken im Park aufgestellt.
1786 erwarb er den von Oberst Joachim von Römer und Wolf Benjamin Eibeschütz angelegten Garten in Briesnitz (heute Volkspark Briesnitz) und baute ihn weiter aus.
Detlev Carl von Einsiedel war von 1777 bis zu seinem Tode Präsident der Leipziger Ökonomischen Sozietät.

## Familie
Sein Vater war der Hofbeamte Johann George von Einsiedel (1692–1760), sein Bruder der Staatsmann Johann Georg Friedrich Graf von Einsiedel (1730–1811). 
Detlev Carl von Einsiedel war zweimal verheiratet. Seine erste Frau wurde 1764 in Lichtenstein Sidonie Albertine von Schönburg-Lichtenstein (1745–1787), Tochter von Wilhelm Graf zu Schönburg-Lichtenstein und der Wilhelmine Gräfin zu Solms-Utphe. Das Paar hatte sieben Söhne und sechs Töchter, darunter:
- Wilhelmine Charlotte Albertine (1765–1821) ⚭ 12. April 1793 Gottlob Heinrich von Lindenau (1755–1830), Herr auf Polenz
- Louise Henriette (1767–1797) ⚭ 18. Februar 1791 Christian von Wallwitz (1761–1832)[2]
- Karl (1770–1841), auf Schloss Wolkenburg, kursächsischer Wirklicher Geheimer Rat und Gesandter ⚭ Wilhelmine Luise Adelaide Freiin von Edelsheim (1778–1830)
- Friedrich (1772–1793)
- Detlev (1773–1861), Kabinettsminister, Eisenhüttenunternehmer, ⚭ Johanna Friederike Luise von der Schulenburg (1773–1832)
- Ferdinand (1774–1833), ging in den preußischen Staatsdienst und war 1819 Berghauptmann von Schlesien

⚭ 17. November 1804 Beate von Paczensky und Tenczin (1783–1849)
⚭ 25. April 1822 Auguste Caroline von Veltheim (1781–1845)
- Adolf (1776–1821), preußischer Oberst ⚭ 5. Juli 1811 Franziska Augusta Clementine Gräfin von Reuss-Schleiz zu Köstritz (1789–1870), Tochter des Grafen Heinrich XLVIII.
- Juliane Erdmuthe (1779–1800)
- Johanna (1783–1864) ⚭ 26. Dezember 1816 August Graf von Haeseler (1761–1838)[3], Eltern von Alexis von Haeseler

Seine zweite Frau wurde 1791 Johanna Amalie von Pannwitz (1750–1810), Witwe des Johann August Heinrich von Röder († 1782) und Tochter des Oberstleutnant Friedrich Wilhelm von Pannwitz. Die Ehe blieb ohne Kinder.
Seine zahlreichen Kinder verwalteten den väterlichen Besitz als Erbengemeinschaft.